# ゲンゲ亜目
ゲンゲ亜目（ゲンゲあもく、学名：Zoarcoidei）は、スズキ目またはカサゴ目に所属する魚類の分類群の一種。少なくとも10科109属405種が含まれ、オオカミウオなど北半球の冷たい海に生息する種類が多い。

## 分布・生態
ゲンゲ亜目の魚類はすべて海水魚で、その多くは北太平洋あるいは北大西洋を中心とした寒冷な海に分布する。海底からあまり離れずに生活する底生魚の一群で、浅い沿岸部の岩礁域に住む仲間から、ゲンゲ科のように大陸棚から大陸斜面にかけての深海で暮らすものまで、その生息範囲は幅広い。

## 形態
ゲンゲ亜目の仲間は一般的に細長い体型をもつ。背鰭・臀鰭の基底は長く、腹鰭は退化的である。
鼻孔を1つしかもたないこと、基蝶形骨を欠くことが本亜目に共通する特徴である。しかし、ギンポ亜目などスズキ目のグループと区別するための明瞭な形質は見出されておらず、本亜目および所属する各科の単系統性は不安定なものとなっている。

## 分類
ゲンゲ亜目にはNelson（2016）の体系において10科109属405種が認められている。本亜目の分類上の位置付けは不安定であったが、Nelson（2016）ではカサゴ目に分類されている。

### メダマウオ科

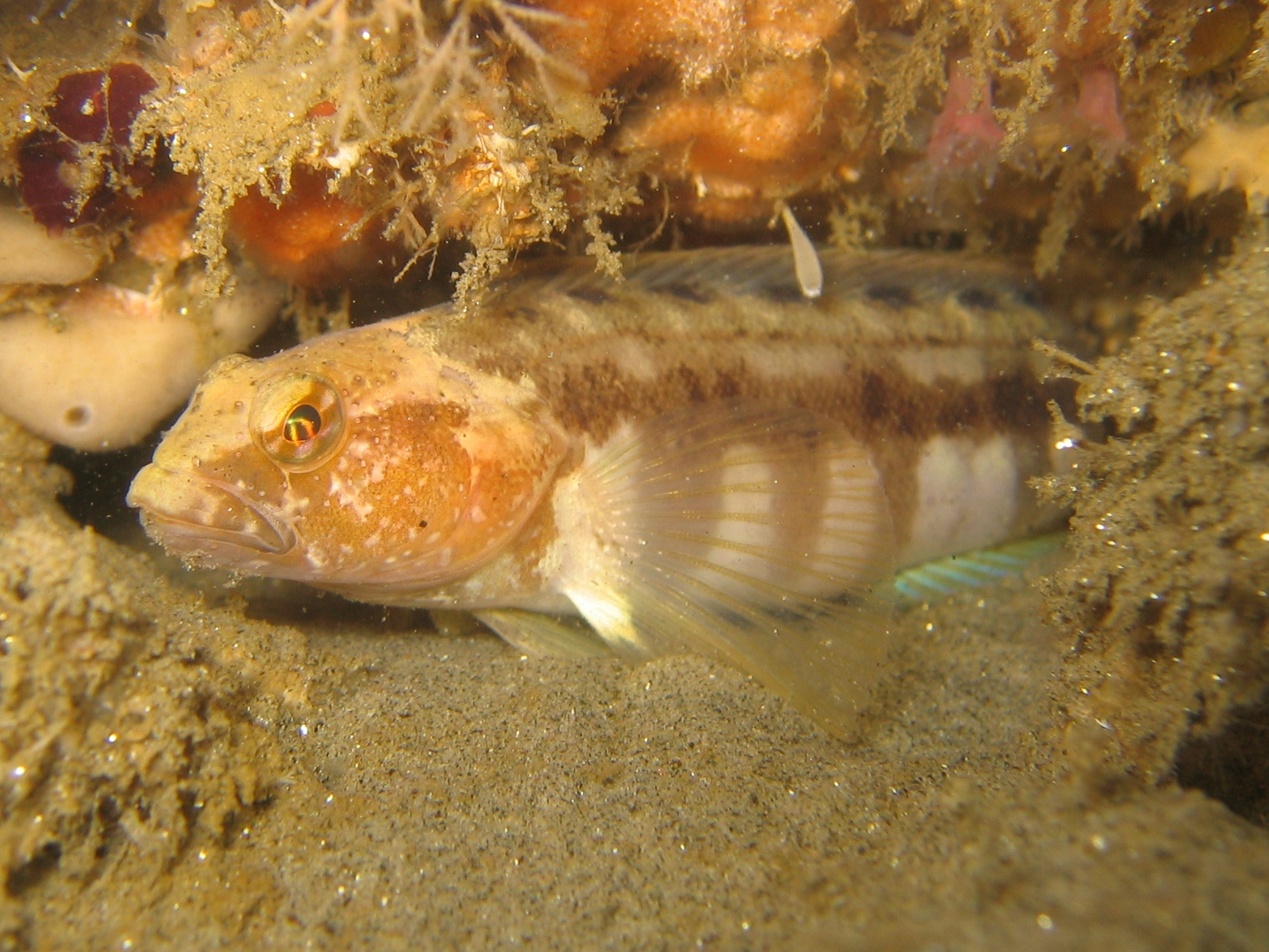
メダマウオ科の1種（Rathbunella hypoplecta）。本科魚類はゲンゲ亜目の中で最も原始的なグループと考えられている

メダマウオ科 Bathymasteridae は3属7種からなり、本亜目の中では最も原始的な特徴を残す一群とみなされている。主に北太平洋の沿岸域に分布する。長い背鰭と臀鰭には棘条がなく、すべて軟条で構成され、尾鰭とは連続しない。体側面の高い位置に側線がある。
- メダマウオ属 Bathymaster
- Rathbunella 属
- Ronquilus 属

### Eulophiidae
Eulophiidae はイトギンポ属のみ1属3種を含み、かつてはタウエガジ科に分類されていた。日本から韓国にかけての北太平洋に分布する。沿岸に生息し、体は非常に長い。
- イトギンポ属 Eulophias

### ゲンゲ科

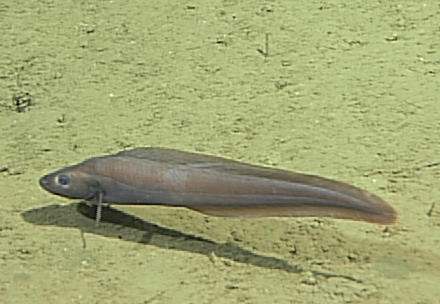
ゲンゲ科の1種 Bothrocara brunneum （シロゲンゲ属）。水深3,228mで撮影。ゲンゲの仲間は寒天質の柔軟な体をもつ

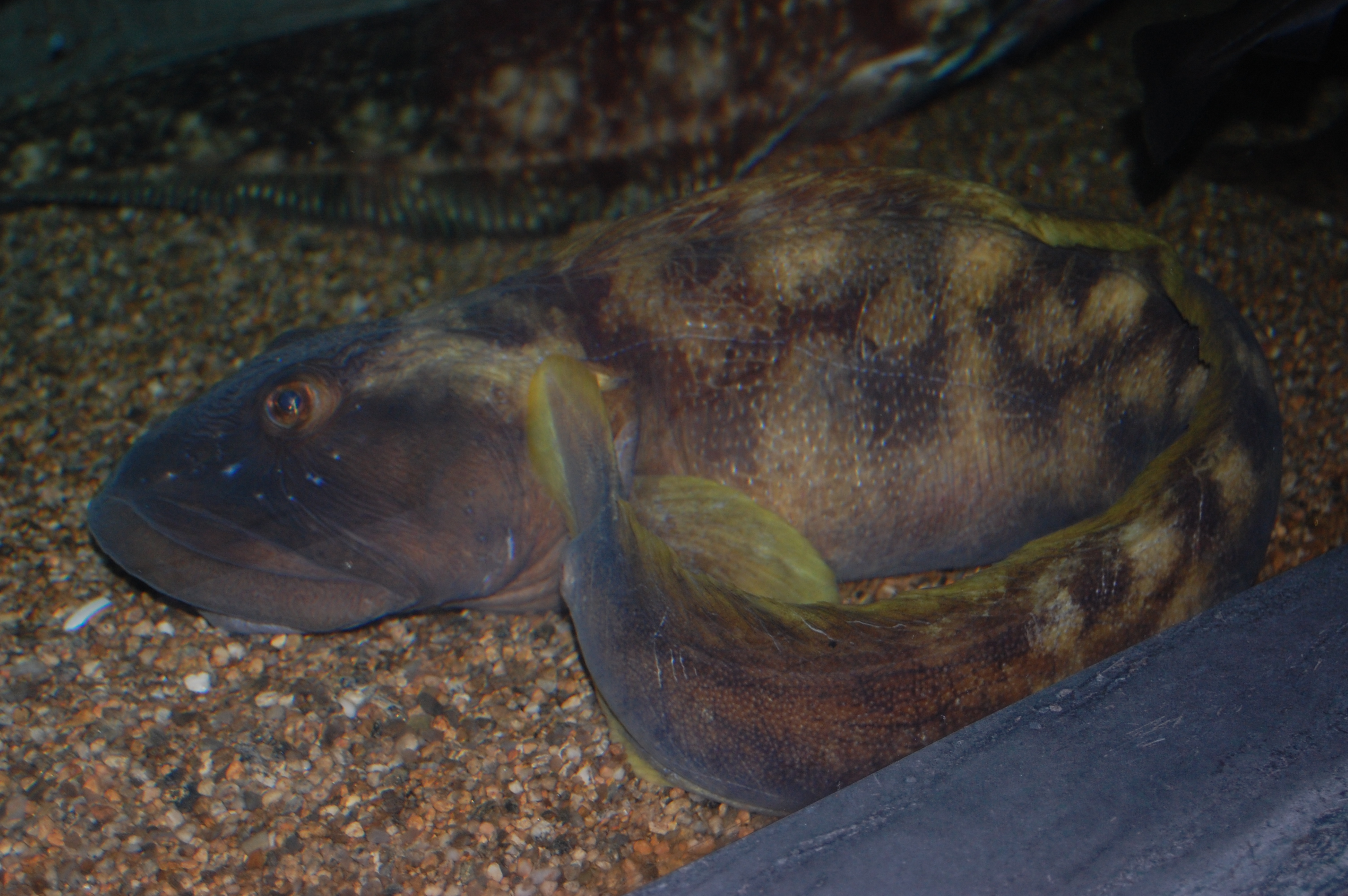
ゲンゲ科の1種 Zoarces americanus （ナガガジ属）。ナガガジ属の魚は比較的浅い海に生息し、汽水域にも進出する

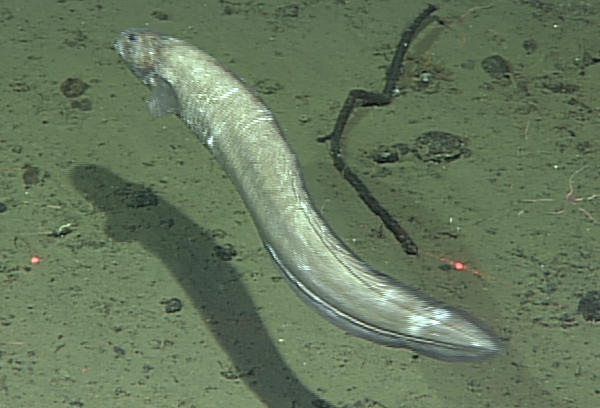
ゲンゲ科の1種（Pachycara sp.）。水深2,602mで撮影。本科魚類は一部を除いて利用されることがない

ゲンゲ科 Zoarcidae は59属294種を含む、本亜目で最大の科である。多くの種は北太平洋あるいは北大西洋に住むが、北極海に15種、南極海とその近海にも少なくとも21種が生息し、熱帯・温帯域に分布する仲間も少数ながら知られている。
体は細長く、円筒形にやや近い。背鰭と臀鰭の基底は長く尾鰭と連続し、ほとんどの種類では棘条をもたない。口は吻の先端か、あるいはやや下向きについている。腹鰭は小さく胸鰭の前に位置するか、ない場合もある。鱗は小さく皮膚に埋もれている（ハダカゲンゲ属は鱗を欠く）。浮き袋をもたない。
- アカゲンゲ属 Puzanovia
- アゴゲンゲ属 Petroschmidtia
- アベゲンゲ属 Japonolycodes
- ウサゲンゲ属 Bilabria
- ウスギヌゲンゲ属 Taranetzella
- オグロゲンゲ属 Bothrocarina
- オホーツクゲンゲ属 Gymnelopsis
- コンニャクハダカゲンゲ属 Melanostigma
- サラサガジ属 Davidijordania
- シロゲンゲ属 Bothrocara
- セダカゲンゲ属 Lycozoaroes
- チョウジャゲンゲ属 Andriashevia
- ナガガジ属 Zoarces
- ハダカゲンゲ属 Gymnelus
- ハレガジ属 Krusensterniella
- ヘビゲンゲ属 Lycenchelys
- マユガジ属 Lycodes
- ヤワラゲンゲ属 Lycodapus
- 他41属

### タウエガジ科

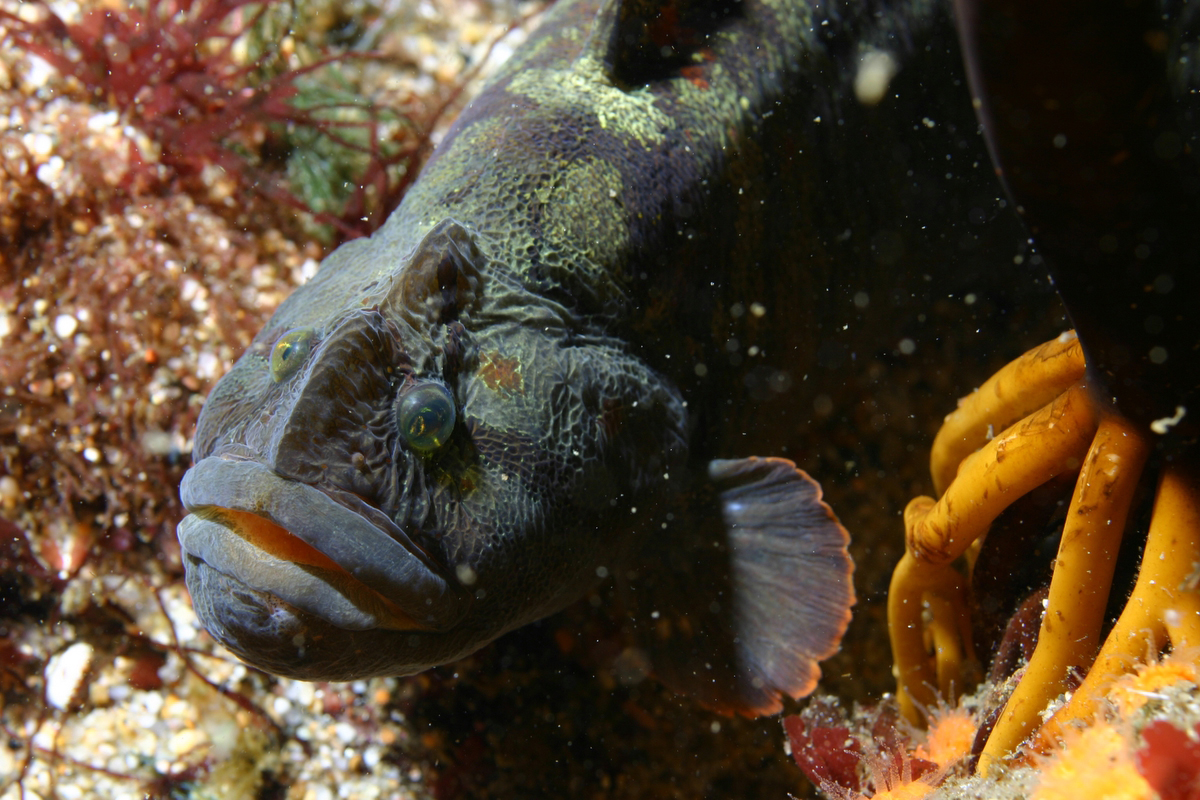
タウエガジ科の1種（Cebidichthys violaceus）。浅い海で生活し、親が卵を守る習性がある

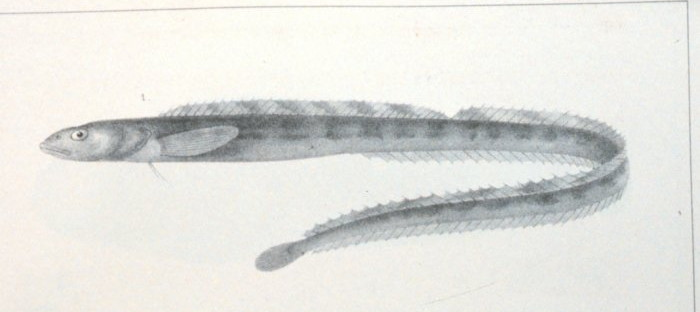
タウエガジ科の1種 Lumpenus lampretaeformis （ウナギガジ属）。本属魚類は日本近海にも分布し、底引き網で多量に水揚げされる

タウエガジ科 Stichaeidae は35属70種で構成される。潮間帯から水深250メートル付近にまで分布し、ほとんどの種類は北太平洋に生息する。「ギンポ」と名の付く種類が多いが、同じスズキ目のギンポ亜目とは異なるグループと考えられている。
長い背鰭には棘条が発達しており、鰭条のほぼすべて（時には120本以上）が棘条で構成される種類が多い。臀鰭も長いが、棘条は1 - 5本。吻（口先）から肛門までの距離は、尾鰭と肛門の距離と同じか、あるいはより短い。多くの種類では、産卵した卵を親魚が保護する習性をもつ。
- ウナギガジ属 Lumpenus
- オキカズナギ属 Opisthocentrus
- カズナギ属 Zoarchias
- キタフサギンポ属 Soldatovia
- ケムシギンポ属 Gymnoclinus
- ゴマギンポ属 Stichaeopsis
- タウエガジ属 Stichaeus
- ダイナンギンポ属 Dictyosoma
- トンガリギンポ属 Lumpenopsis
- ドロギンポ属 Askoldia
- ニセキタノトサカ属 Pseudalectrias
- ヌイメガジ属 Acantholumpenus
- ネズミギンポ属 Lumpenella
- ヒメイトギンポ属 Neozoaroes
- フサカケギンポ属 Bryozoichthys
- フサギンポ属 Chirolophis
- ムシャギンポ属 Alectrias
- ムスジガジ属 Ernogrammus
- ムロランギンポ属 Pholidapus
- メダマギンポ属 Anisarchus
- モンツキガジ属 Neolumpenus
- 他14属

### ハダカオオカミウオ科
ハダカオオカミウオ科 Cryptacanthodidae は1属4種からなる。大西洋北西部から北太平洋に分布する。口は斜め上向き。腹鰭がなく、背鰭・臀鰭は尾鰭と連続することが多い。背鰭には棘条が発達し、側線は退化的である。
- ハダカオオカミウオ属 Cryptacanthodes

### ニシキギンポ科

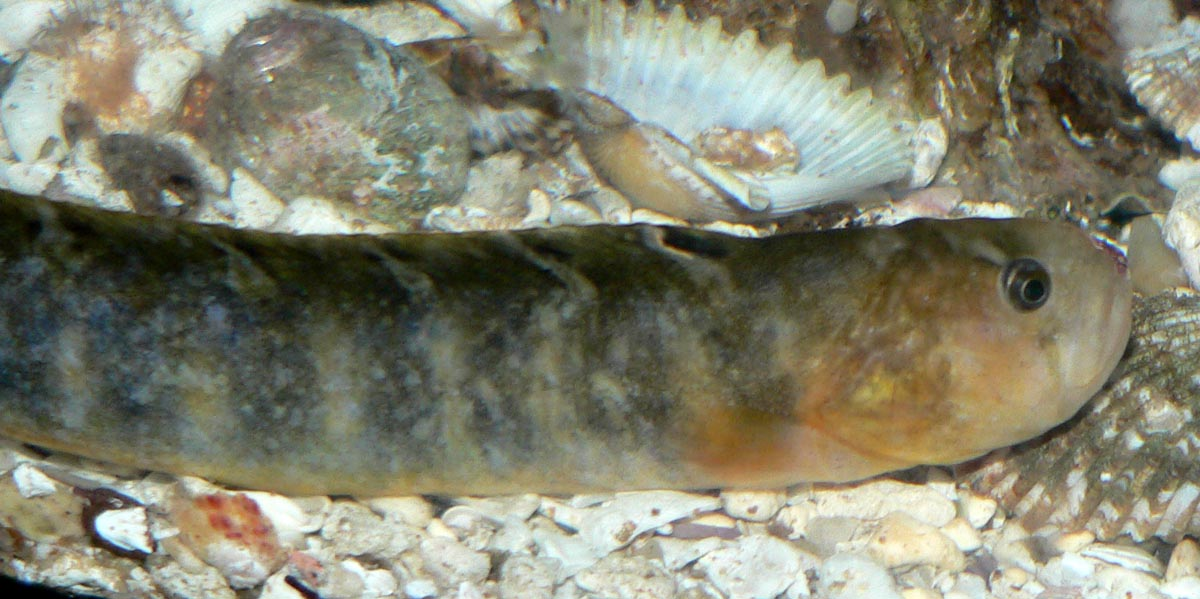
ニシキギンポ科の1種 Pholis laeta （ニシキギンポ属）。体色や斑紋の付き方は個体によって多種多様である

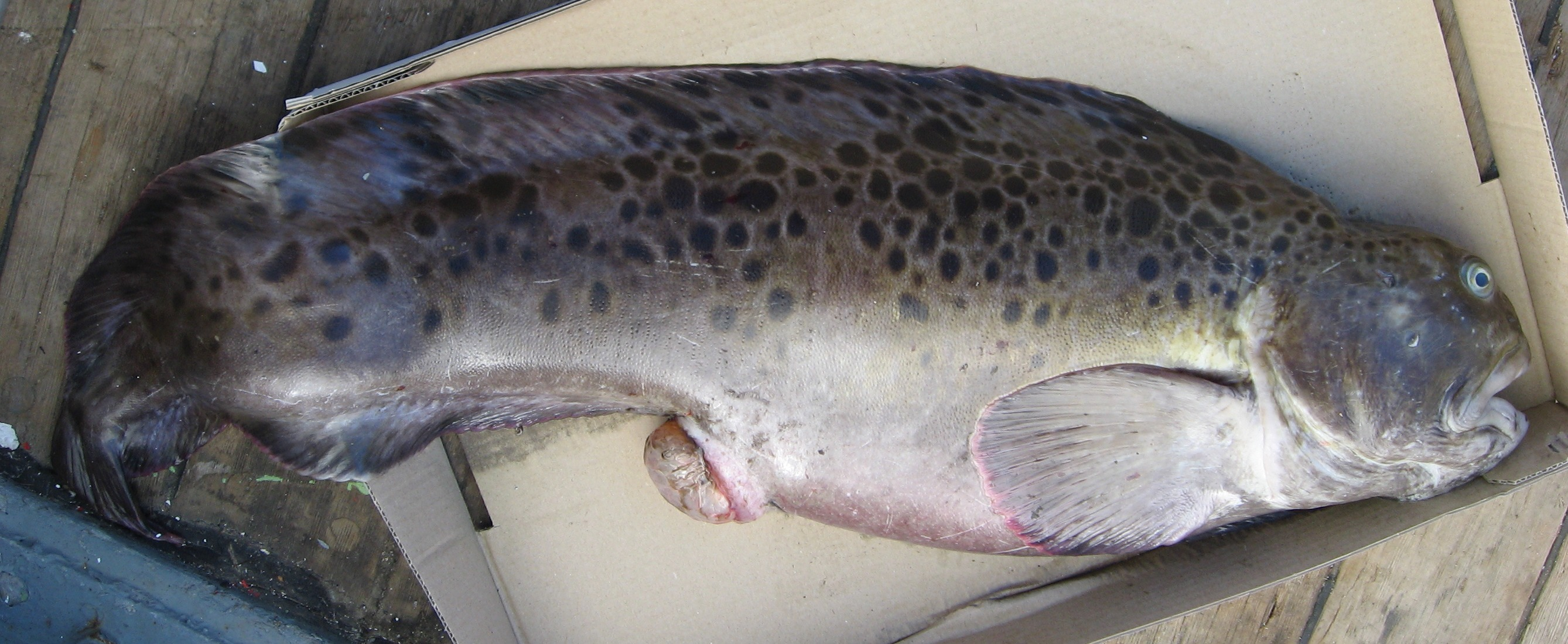
ブチオオカミウオ Anarhichas minor （オオカミウオ科）。大西洋沿岸では重要な漁業対象種となっている

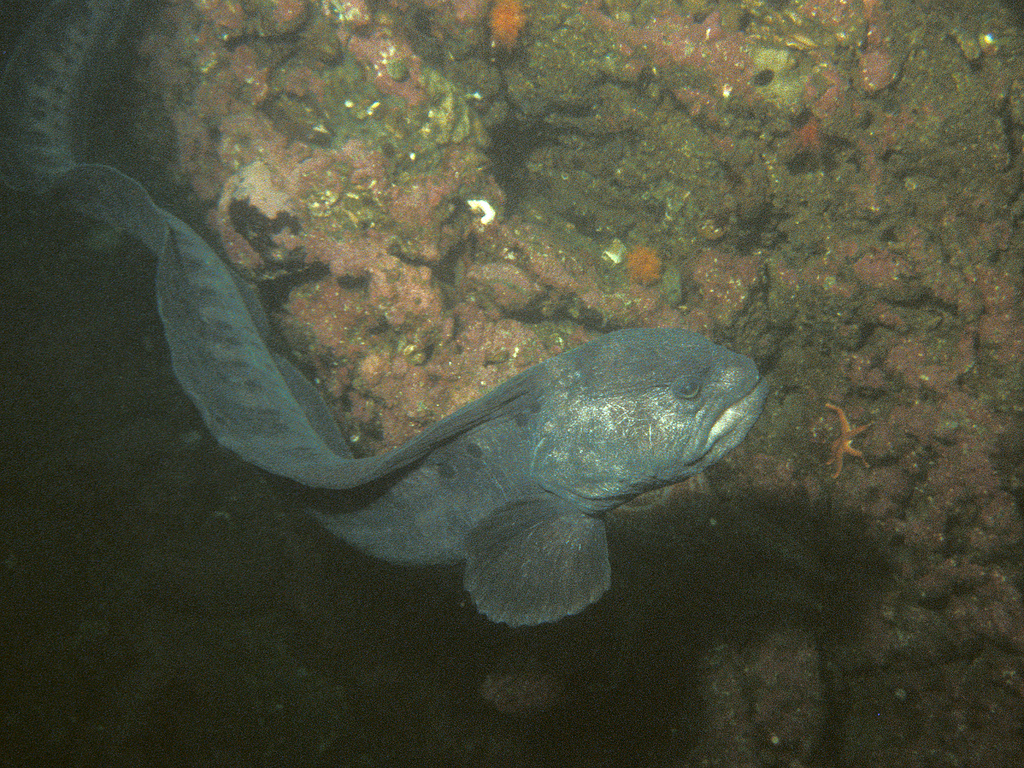
ウルフイール Anarrhichthys ocellatus （オオカミウオ科）。本科魚類は体の前半部がよく発達するものの、後半部は細長く貧弱である

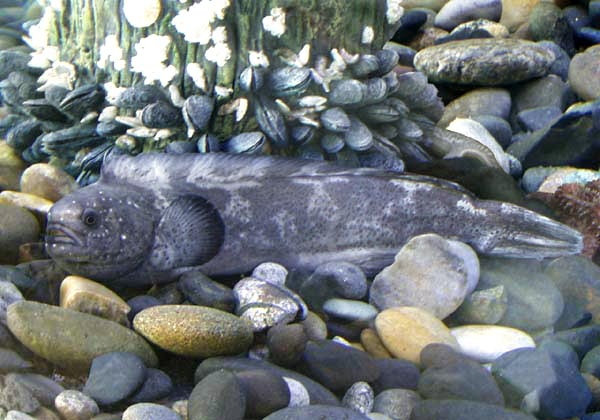
ボウズギンポ Zaprora silenus （ボウズギンポ科）。大きく明瞭な尾鰭をもつ

ニシキギンポ科 Pholidae は2亜科4属15種で構成される。背鰭は臀鰭のおよそ2倍の長さがあり、棘条が発達する。胸鰭は小さく退化的で、腹鰭も多くの種類で矮小化、あるいは欠いている。吻から肛門までの距離は、尾鰭から肛門までの距離よりも長い。肋骨をもたない。側線はないか、あっても短い。親魚が卵を守る習性がある。

#### ニシキギンポ亜科
ニシキギンポ亜科 Pholinae は1属11種。色彩に富む種類が多い。
- ニシキギンポ属 Pholis

#### Apodichthys 亜科
Apodichthys 亜科は2属4種。体色はほぼ単色である。
- ハコダテギンポ属 Rhodymenichthys
- Apodichthys 属
- Ulvicola 属

### オオカミウオ科
オオカミウオ科 Anarhichadidae は2属5種からなる。日本近海に分布するのはオオカミウオのみで、利用されることは少ないが、大西洋に分布する種類は食用魚として重要である。鱗はないか、ごく小さな円鱗に限られる。側線は発達しない。胸鰭が大きく、背鰭は棘条のみで構成される。腹鰭はなく、尾鰭も非常に小さい。顎には強靭な犬歯と大きな臼歯を備える。
- オオカミウオ属 Anarhichas
- Anarrhichthys 属

### ハネガジ科
ハネガジ科 Ptilichthyidae はハネガジのみ、1属1種。主に北アメリカの太平洋沿岸に分布する。日本近海にも産するが極めて稀。体は極端に細長く、鱗がない。尾鰭と腹鰭を欠く。背鰭には丈の低い孤立した棘条が90本並び、その後ろに高い軟条が並ぶ。側線をもたない。体長は30センチメートル（cm）強と小さめだが、椎骨の数は220個以上に及ぶ。
- ハネガジ属 Ptilichthys

### ボウズギンポ科
ボウズギンポ科 Zaproridae はボウズギンポのみ、1属1種。北海道からアラスカ、カリフォルニアにかけて分布。腹鰭と側線を欠く。背鰭の棘条は54 - 57本。体長は80 cmを超え、椎骨の数はおよそ60個である。
- ボウズギンポ属 Zaprora

### スキュタリナ科
スキュタリナ科 Scytalinidae は Scytalina cerdale のみ、1属1種。北アメリカの太平洋岸に分布。眼が非常に小さく、体の上面についている。背鰭と臀鰭は体の後ろ半分にあり、尾鰭と連続する。腹鰭・鱗・側線をもたない。
- Scytalina 属